# Jun Shimanuki
Jun Shimanuki (født 7. august 1988) er en tidligere japansk fodboldspiller.
Han har spillet for flere forskellige klubber i sin karriere, herunder Mito HollyHock.